# مارشال فاين
مارشال فاين (بالإنجليزية: Marshall Fine)‏ هو ناقد سينمائي وصحفي أمريكي، ولد في 7 نوفمبر 1950 في منيابولس في الولايات المتحدة.

## وصلات خارجية
- الموقع الرسمي
- مارشال فاين على موقع IMDb (الإنجليزية)
- مارشال فاين على موقع روتن توميتوز (الإنجليزية)
- مارشال فاين على موقع روتن توميتوز (الإنجليزية)